# Sionskerk (Bennekom)
De Sionskerk is een Christelijk Gereformeerd kerkgebouw in de Gelderse plaats Bennekom.
Het gebouw staat aan de Beatrixlaan 4, op de hoek Margrietlaan / Beatrixlaan. Het werd gebouwd in 1966. De architect was Th. Dekker. Het gebouw heeft een vrijstaande toren. 

## Geschiedenis
Een Christelijk Gereformeerde Kerk van Bennekom was al negen jaar eerder geïnstitueerd. Op 30 juli 1957 was de gemeente in Bennekom zelfstandig geworden nadat er eerst in Wageningen diensten werden belegd. Kerkdiensten werden toen gehouden in het Verenigingsgebouw (nu Kijk- en Luistermuseum) in Bennekom. In mei 1965 werd de bouwlocatie aan de Beatrixlaan gekozen door de gemeentevergadering. In april 1966 werd een aanvang gemaakt met de bouw van de kerk. De totale kosten bedroegen f 360.000. De eerste steen werd gelegd op 23 juni 1966 door Ds. P. van Zonneveld. Op 22 december 1966 werd het gebouw in gebruik genomen.

## Fotogalerij

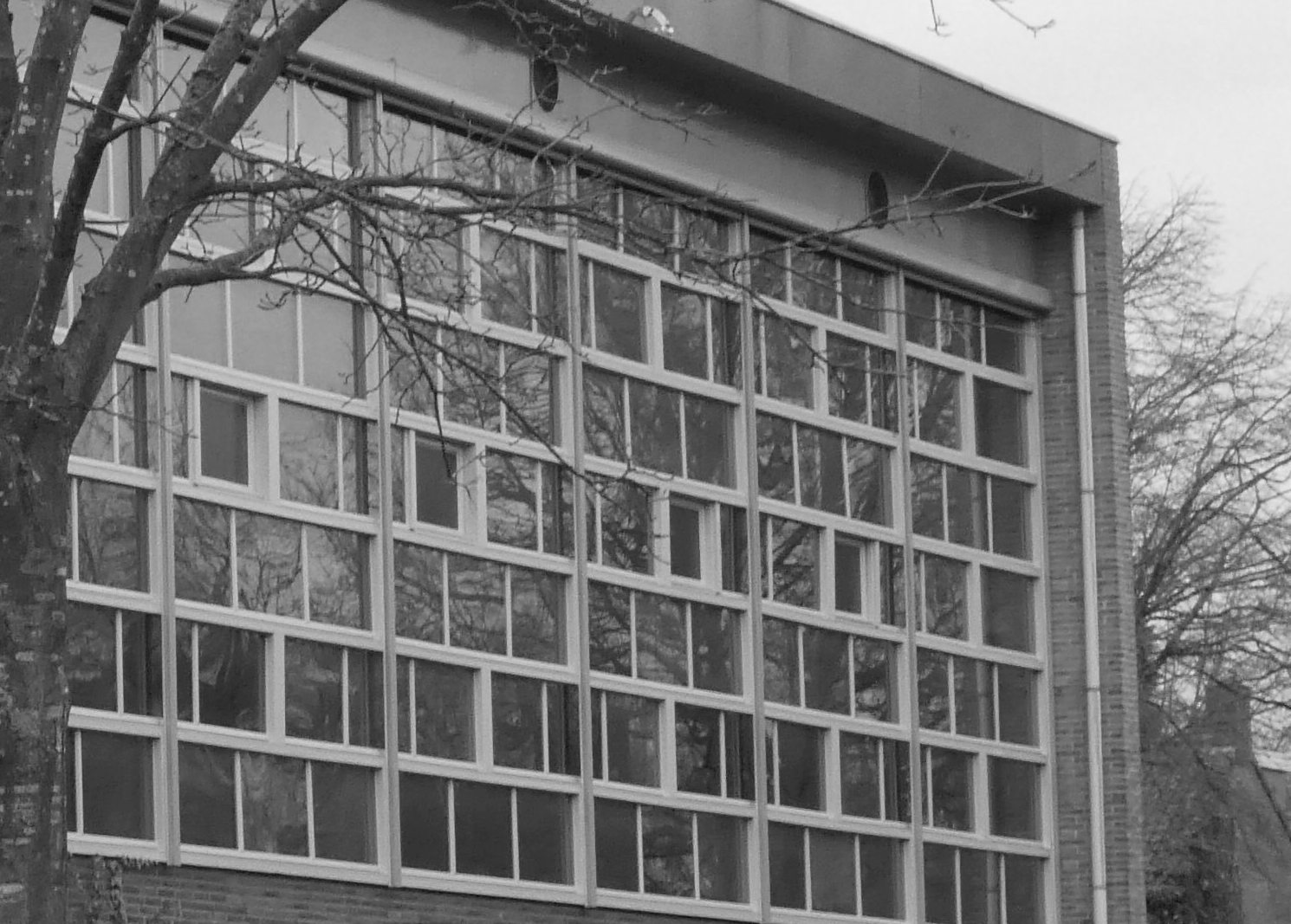
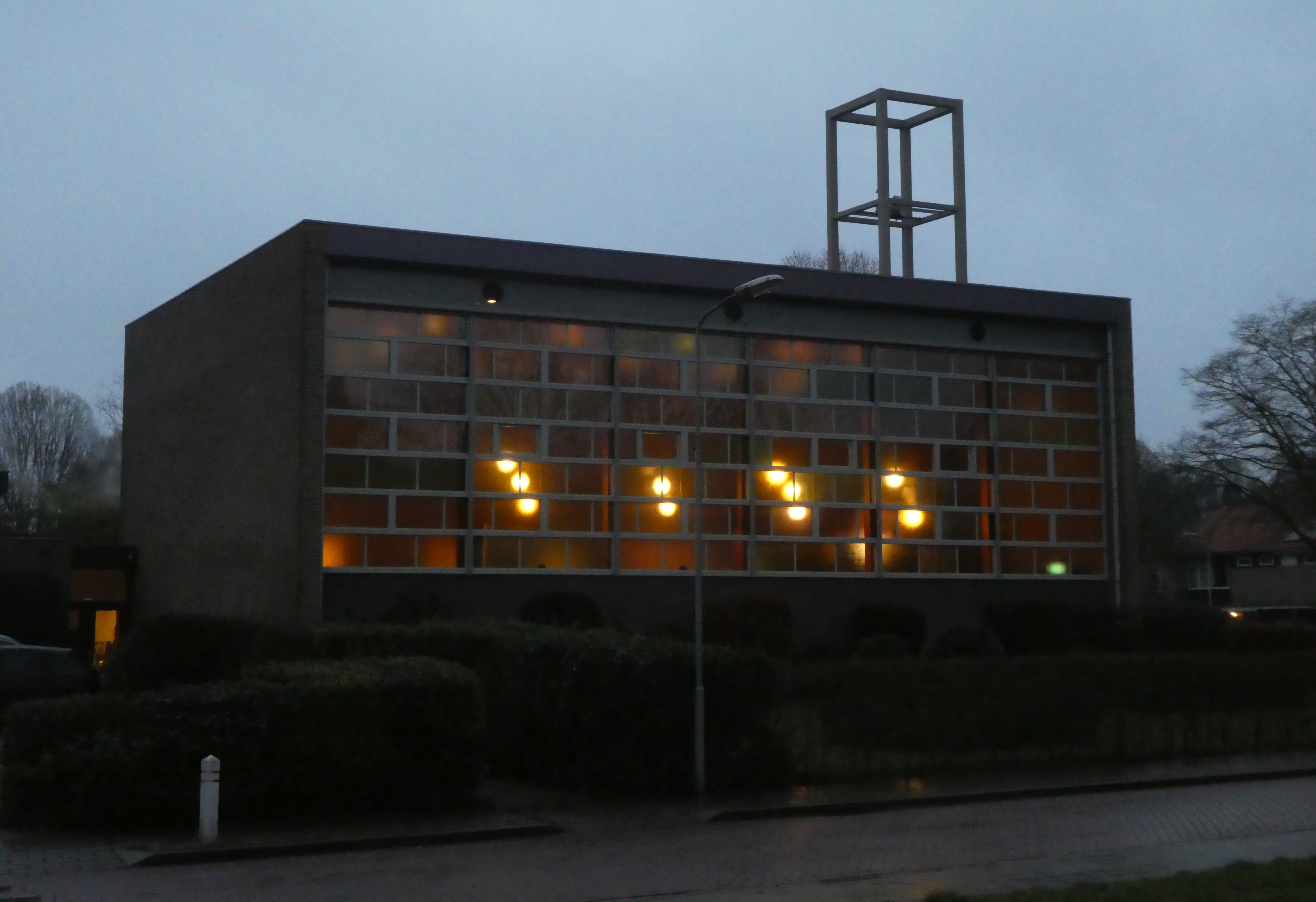
voorzijde Margrietlaan
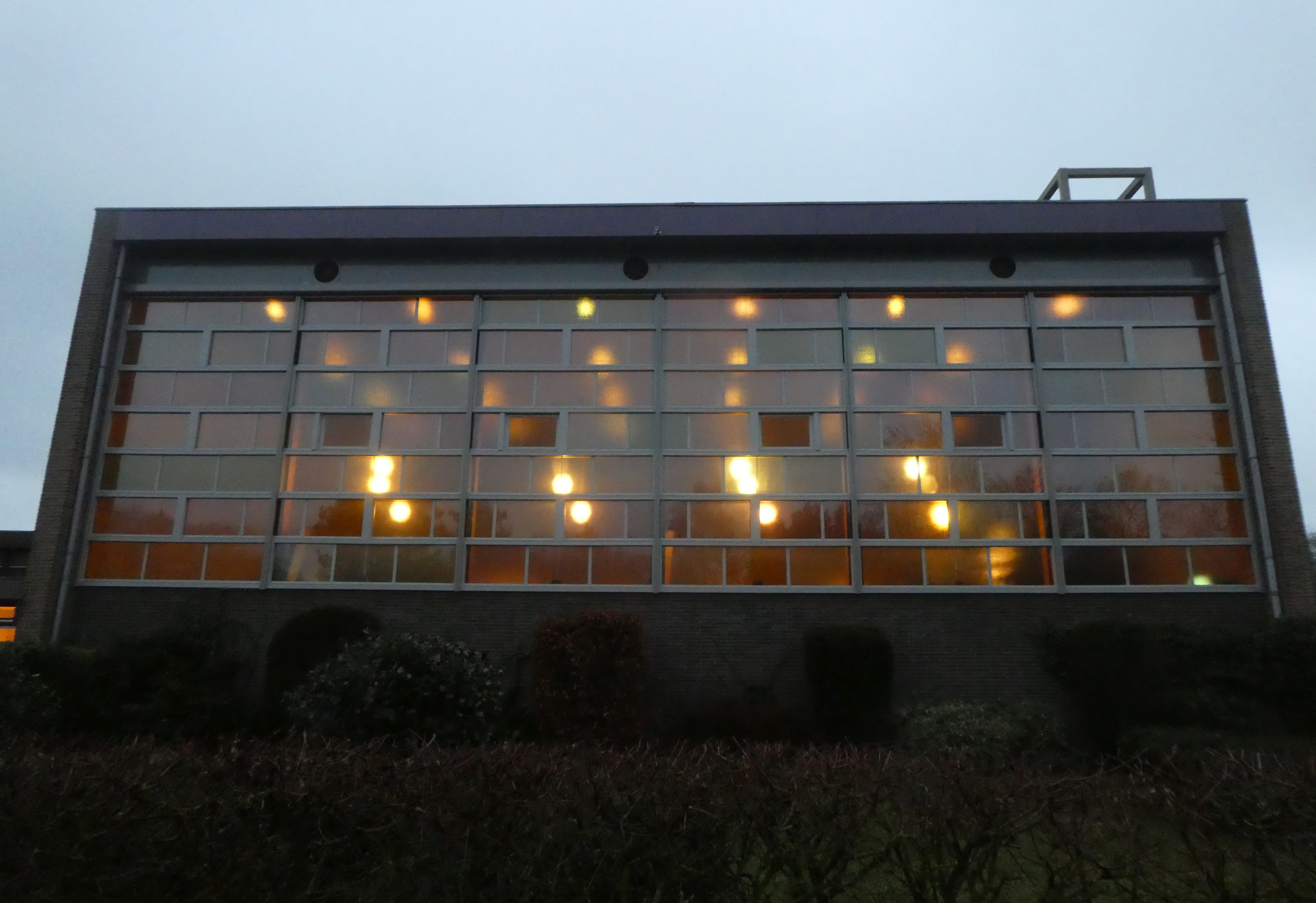
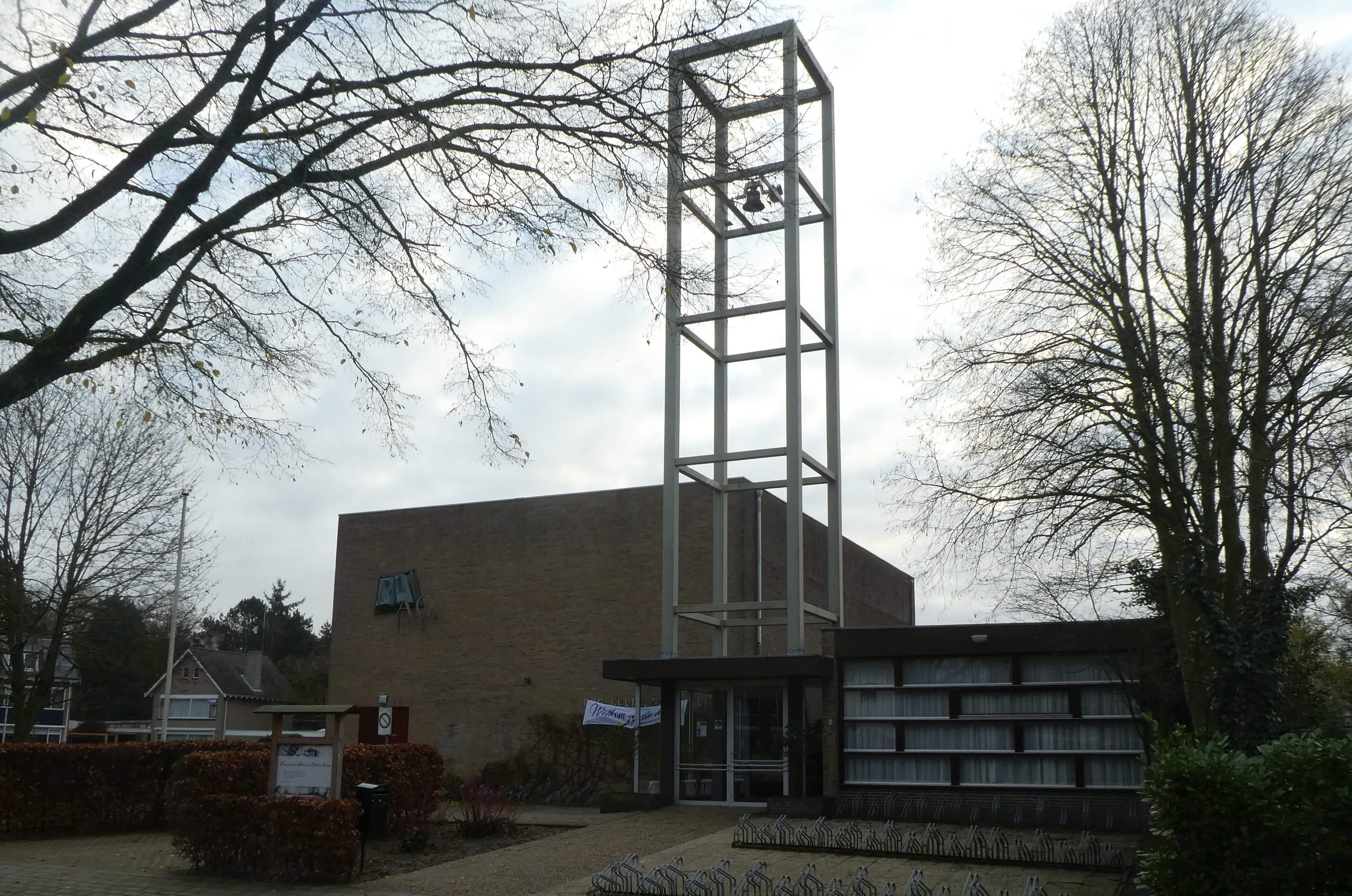
hoofdingang Beatrixlaan
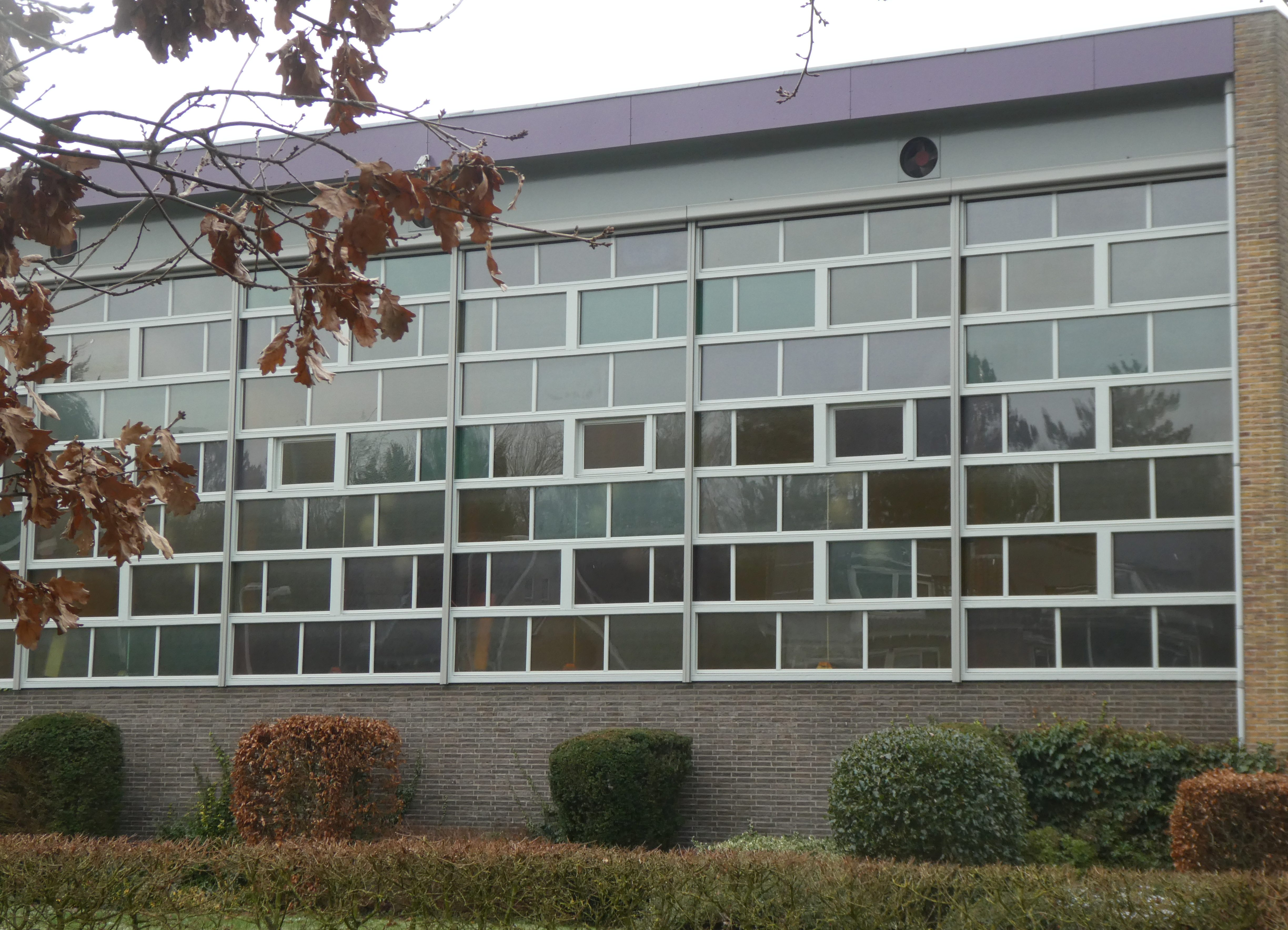
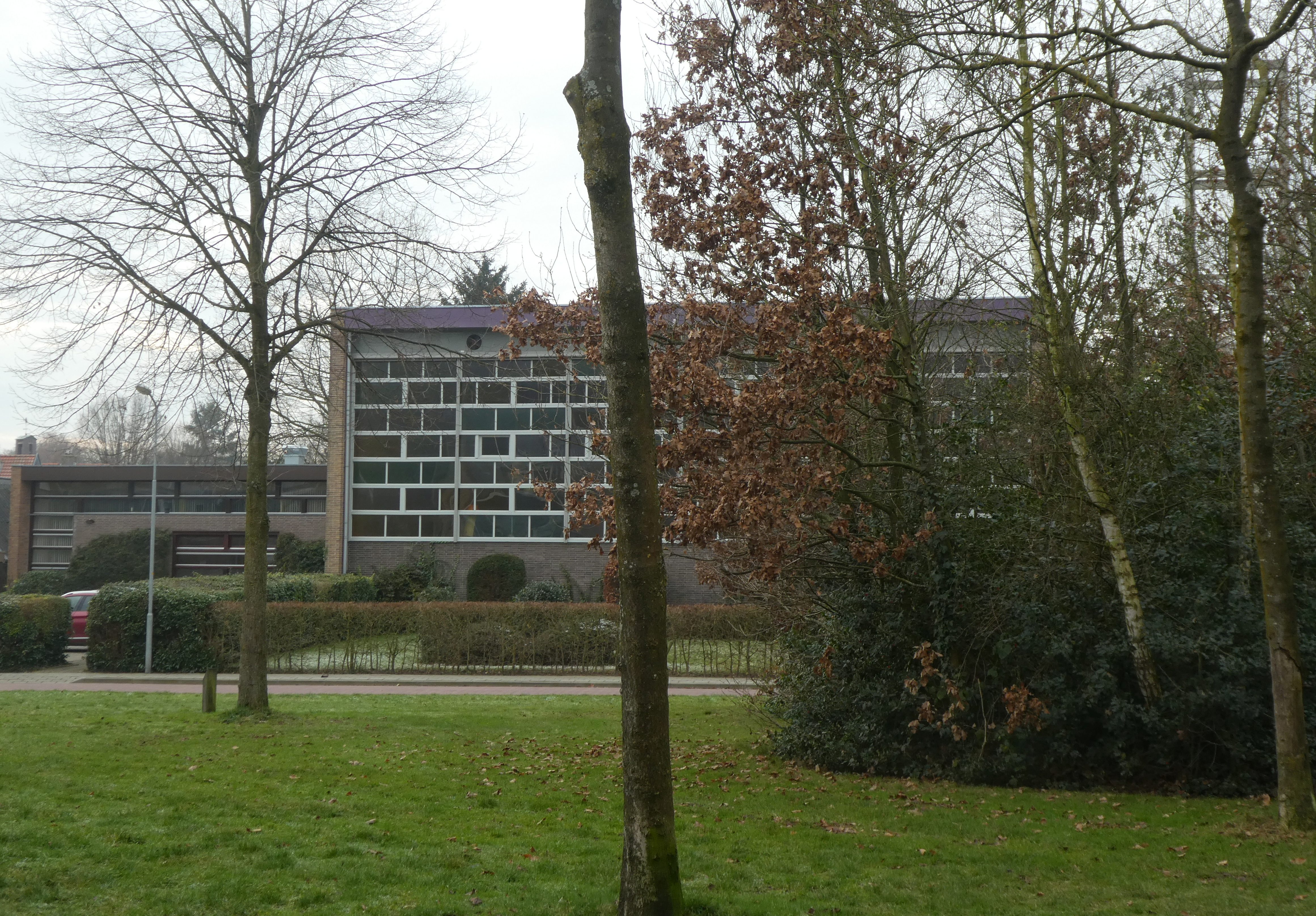
vanuit Wilhelminalaan